# Ualá
Ualá é um aplicativo móvel desenvolvido para gerenciar um cartão de débito pré-pago Mastercard na Argentina. O aplicativo foi fundado por Pierpaolo Barbieri e conta com investimentos da Point72 Ventures. 
Entre seus concorrentes estão o banco digital argentino Brubank, que oferece serviços de conta de transação por meio de seu próprio aplicativo.
Como em outros Cartões de débito pré-pagos, o titular da conta pré-carrega dinheiro no cartão e uma conta bancária não é necessária.  Os cartões de débito pré-pagos da Mastercard perdidos ou roubados podem ser congelados a partir do aplicativo.